# Audi S2

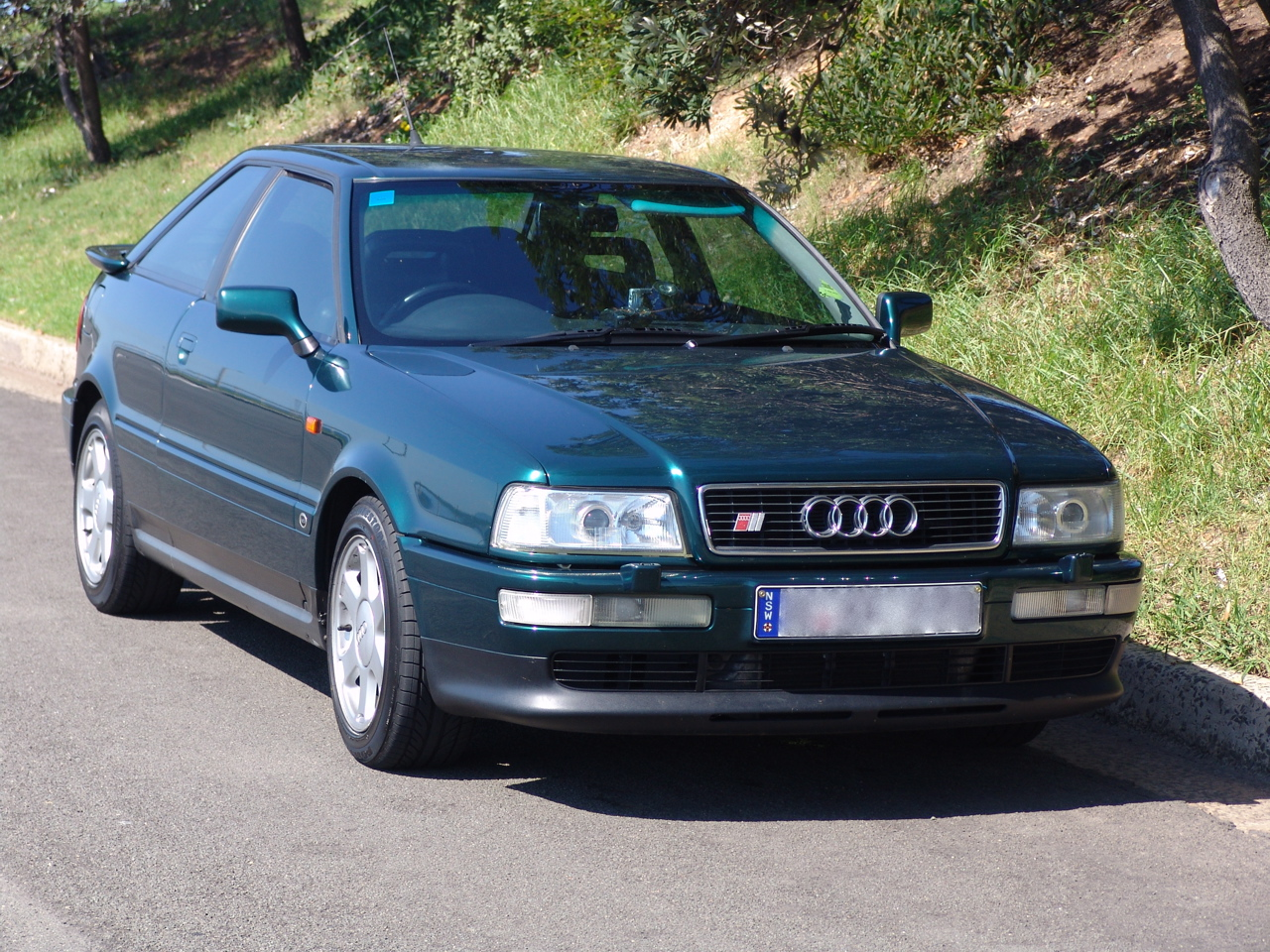
Audi S2 sportcoupé.

Audi S2 och RS2 var Audis toppmodeller av Audi 80 B3 och B4 som tillverkades mellan 1987 och 1994. S2 lanserades 1991 och ersatte Audi quattro-modellen. Den fanns som sedan, 3-dörrars sportcoupé och kombi och hade Audis permanenta fyrhjulsdrift Quattro. Motorn var en turboladdad rak 5:a med 20 ventiler som utvecklade 220 hästkrafter. Växellådan var manuell och från början endast 5-växlad men blev 6-växlad från och med årsmodell 1993 då även effekten ökade till 230 hästkrafter. 1994 presenterades RS2, den fanns endast som kombi och hade en starkare motor på 315 hästkrafter.
RS2:an var utvecklad i ett samarbete mellan Audi och Porsche och hade bland annat bromsar, hjulupphängningsdetaljer, inredning och en del andra saker gemensamt med samtida Porsche 911. Audi S2 och RS2 tillverkades fram till 1996 då den nya Audi A4-baserade S4 lanserades men den riktiga ersättaren till RS2 kom först 2000 i form av Audi RS4.